# Палемон (аргонавт)
Палемо́н (дав.-гр. Παλαίμων, ім'я означає «борець») — персонаж давньогрецької міфології, родом з міста Олена (Ахейя) або Калідону (Етолія), син Гефеста. Узяв участь у поході аргонавтів під орудою Ясона до Колхіди за золотим руном. Був кульгавим, як його батько, але серед аргонавтів на це уваги не звертали, він мав авторитет на рівні з Ясоном.